# Furacão Gordon (2012)
Furacão Gordon foi um ciclone tropical que saiu da costa de África Ocidental e entrou propriamente no Oceano Atlântico, no dia 10 de agosto de 2012, fazendo parte da temporada de furacões no Atlântico de 2012. Depois de passar por Cabo Verde, viajou na direção oeste-noroeste para águas mais frias, durante o qual o seu desenvolvimento tinha sido impedido e as suas chuvas e trovoada tinham permanecido minímamente. Contundo, voltou a aumentar e atingiu um pico de categoria 2. Passou diretamente pela Ilha de São Miguel e a Ilha de Santa Maria (grupo oriental dos Açores), porém não houve muitos estragos causados, nem registo de mortes. Pouco depois "Gordon" passou a ser um ciclone extratropical, dissipando-se alguns dias depois.
As suas rajadas de vento passaram dos 160 km/h.